# Alhred
Alhred o Alchred fou rei de Northúmbria del 765 al 774. Es casà amb Osgifu, filla d'Oswulf, neta d'Eadberht Eat, o filla d'Eadberht, i era així relacionat per matrimoni amb Ecgbert, arquebisbe de York. Ha perviscut una genealogia que fa descendir Alhred d'Ida de Bernícia a través d'un fill anomenat Eadric.
Æthelwald Moll fou deposat el 765 i Alhred esdevingué rei. a la Crònica anglosaxona amb prou feines s'esmenta altra cosa que el fet que esdevingué rei, i que fou deposat i exiliat el 774. Els relats de Simeó de Durham a la Historia regum Anglorum indiquen que va fugir al país dels pictes, on va ser rebut pel rei Ciniod.
Frank Stenton relaciona Ahlred amb les missions angleses al continent. La missió de sant Willehad, que conduí a l'erecció de l'arquebisbat de Bremen, fou autoritzada en una assemblea religiosa convocada per Alhred. També ha perviscut una carta d'Alhred a sant Lullus, arquebisbe de Magúncia, oriünd de Wessex.
Fou succeït per Æthelred, fill d'Æthelwald Moll. El fill d'Alhred, Osred, ho seria rei temps més tard. Un segon fill, Alhmund seria mort durant el regnat d'Eardwulf, i es va desenvolupar el culte envers la seva figura a Derby.